# Jan Nepomuk z Harrachu
Jan Nepomuk František hrabě z Harrachu (německy Johann Nepomuk Franz Graf von Harrach; 2. listopadu 1828 Vídeň – 12. prosince 1909 Vídeň) byl český šlechtic z rodu Harrachů, politik, mecenáš a podnikatel. Byl stoupencem českého státoprávního programu, aktivně působil při rozvoji českého kulturního i politického života, mj. během budování Národního divadla v Praze. Byl rytířem Řádu zlatého rouna.

## Život

### Mládí a rodina
Janovým otcem byl politik František Arnošt z Harrachu (1799–1884). Matka Anna (1809–1881) pocházela stejně jako Janova první manželka z českého rodu Lobkowiczů. Rozhodující vliv na něj však měl vlastenecký okruh jeho vychovatelů, mezi nimiž dominantní roli sehrál Jan Erazim Vocel, básník, později profesor archeologie, dějin umění a dějin české literatury na pražské univerzitě.

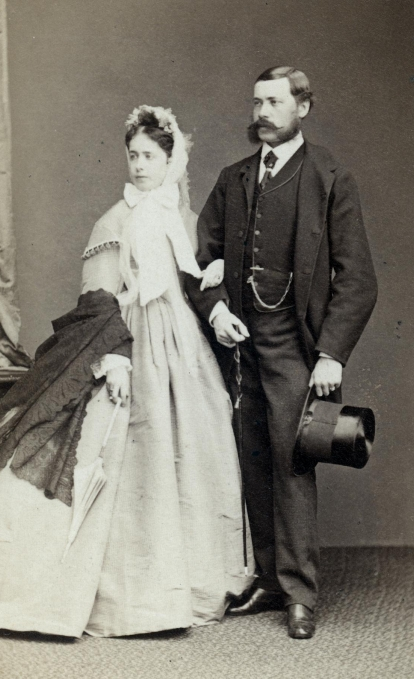
Jan Nepomuk z Harrachu se svou první manželkou Marií Markétou z Lobkovic

Byl dvakrát ženat. Poprvé s Marií Markétou princeznou Lobkowiczovou (1837–1870) z křimické linie, dcerou Jana Nepomuka Lobkowicze, po její smrti se oženil s Marií Terezií, princeznou z rodu Thurn-Taxis.
Měl devět dětí:
- 1. Karel František Leonard (4. května 1857 – 7. prosince 1920), kvůli duševní chorobě zbaven svéprávnosti a vyloučen z dědictví
- 2. Anna Marie Gisela (7. května 1858 – 30. ledna 1938), dáma Řádu hvězdového kříže, manž. 1898 Gottlieb Emanuel svobodný pán Henn von Henneberg-Spiegel (24. července 1861, Hrzín – 14. února 1934, Komorní Hrádek), c. k. komoří, majitel velkostatků Hrádek u Sušice a Velhartice
- 3. Gabriela Terezie (26. října 1859 – 28. června 1942), dáma Řádu hvězdového kříže, manž. 1893 Gabriel Franz hrabě Marenzi de Tagliuno-Talgate (24. května 1861, Lublaň – 28. listopadu 1934), c. k. komoří, generálmajor
- 4. Otto Jan Nepomuk Bohuslav Maria (10. února 1863, Praha – 10. září 1935, Hrádek u Nechanic), c. k. komoří, poslanec českého zemského sněmu, dědičný člen rakouské Panské sněmovny, majitel velkostatku Jilemnice, manž. 1902 Karolína princezna z Oettingen-Wallersteinu (22. února 1873, Praha – 15. března 1959, Vídeň)
- 5. Alfréd (*/† 1864)
- 6. Marie Terezie Johanna (23. června 1866, Konárovice – 30. října 1947, Vídeň), dáma Řádu hvězdového kříže, manž. 1896 Stanislav Josef Maria hrabě Wisniewo-Wisniewski (15. listopadu 1859, Červonohrad – 18. května 1940, Lvov), c. k. komoří, poručík
- 7. Johanna (*/† 1869)
- 8. Markéta Karolína Františka (18. května 1870, Vídeň – 11. ledna 1935, Pernštejnské Jestřabí), manž. 1893 František Serafín princ Windischgrätz (3. července 1867, Klatovy – 13. října 1947, Sankt Anton im Montafon, Vorarlbersko), JUDr.
- 9. Arnošt František (1879–1971), c. k. komoří, rytíř Maltézského řádu, manž. 1905 Elisabeth hraběnka von Preysing-Lichtenegg-Moos (1883–1932)

Během revolučního roku 1848 se hrabě Jan spolu s otcem Františkem Arnoštem účastnil Slovanského sjezdu v Praze. O rok později vstoupil do armády Rakouského císařství, kde dosáhl hodnosti majora. Následně se věnoval správě rodinného statku a rozvoji sklárny v Novém Světě.

### Veřejné aktivity v hospodářské a kulturní oblasti
V roce 1856 zakoupil a převzal do své správy velkostatek Konárovice u Kolína. Od roku 1860 byl řádným členem c. k. vlastenecko-hospodářské společnosti. Záhy se postavil do čela Hospodářského spolku kolínského, později krajského spolku čáslavského a poté i královéhradeckého, roku 1863 založil rolnickou školu na svém panství Stěžery na Královéhradecku. Angažoval se také v českém průmyslu. Stal se předsedou Hospodářské jednoty kraje Táborského, České hedvábnické jednoty, Českého spolku pro vývoz a přívoz, banky Slavie aj. Své předsednictví nikdy nechápal jenom jako čestnou formalitu. Byl také ředitelem lokální železniční tratě Jilemnice–Rokytnice.
Má také velké zásluhy za rozvoj českého kulturního i politického života. Jako kurátor Matice české podporoval intenzivně českou literaturu. Právě s jeho podporou vydal K. J. Erben v definitivní podobě „Prostonárodní české písně a říkadla“ (1864) a jeho štědrou finanční dotací byl udržován po několik let významný matiční přírodovědný časopis Živa. Hrabě Harrach se také zasloužil o vybudování Národního divadla v Praze, v prvé řadě jeho finanční podporou, krátký čas stál i v čele Družstva pro vybudování divadla. V souvislosti s jeho podporou vypsal také soutěž o nejlepší českou operu (1863), v níž vyhráli Smetanovi Braniboři v Čechách.
Jako předseda Společnosti muzea Království českého (dnešní Národní muzeum) se zasloužil o rozmach této instituce a náleží mu i spoluúčast na vybudování monumentální muzejní budovy na pražském Václavském náměstí. Ve Vídni v součinnosti se Slovanskou besedou, v jejímž čele stál, a spolkem Komenský založil první českou školu a vymohl konání bohoslužeb v českém jazyce.

### Politické aktivity na zemském sněmu a v Říšské radě
Od 60. let byl aktivní i v politice. Přesvědčením byl staročech a český Rakušan, existenci českého národa bez rakouského rámce si nedokázal představit. Své konzervativní názory shrnul v publikaci Spása Rakouska (1862). Bojoval za zájmy Čechů, nebyl však nikdy nacionalistou a prosazoval spolupráci mezi Čechy i Němci, i když se právě za jeho života vztahy mezi oběma národnostmi prudce zhoršovaly. Patřil do Strany konzervativního velkostatku, která podporovala české státoprávní aspirace, měla blízko k Národní (staročeské) straně, odmítala unifikaci a centralizaci rakouského státu a trvala na zachovávání historických zemských práv a státoprávní odlišnosti zemí koruny české. Aliance mezi česky cítící šlechtou a českými liberály měla pro obě strany své výhody, šlechtě zaručovala dynamičtější sociální základnu, liberálům dodávalo spojenectví s aristokraty vážnosti pro jejich argumenty ohledně českého státního práva.
V roce 1870, kdy inicioval předseda vlády Alfred Potocki rozhovory s českou opozicí a kdy se očekávala možnost dohody a naplnění českých požadavků, byla aliance mezi Národní stranou a šlechtici obnovena a Harrach hostil ve svém paláci na přelomu března a dubna 1870 schůzky českých měšťanských a šlechtických politiků s cílem najít společný program.

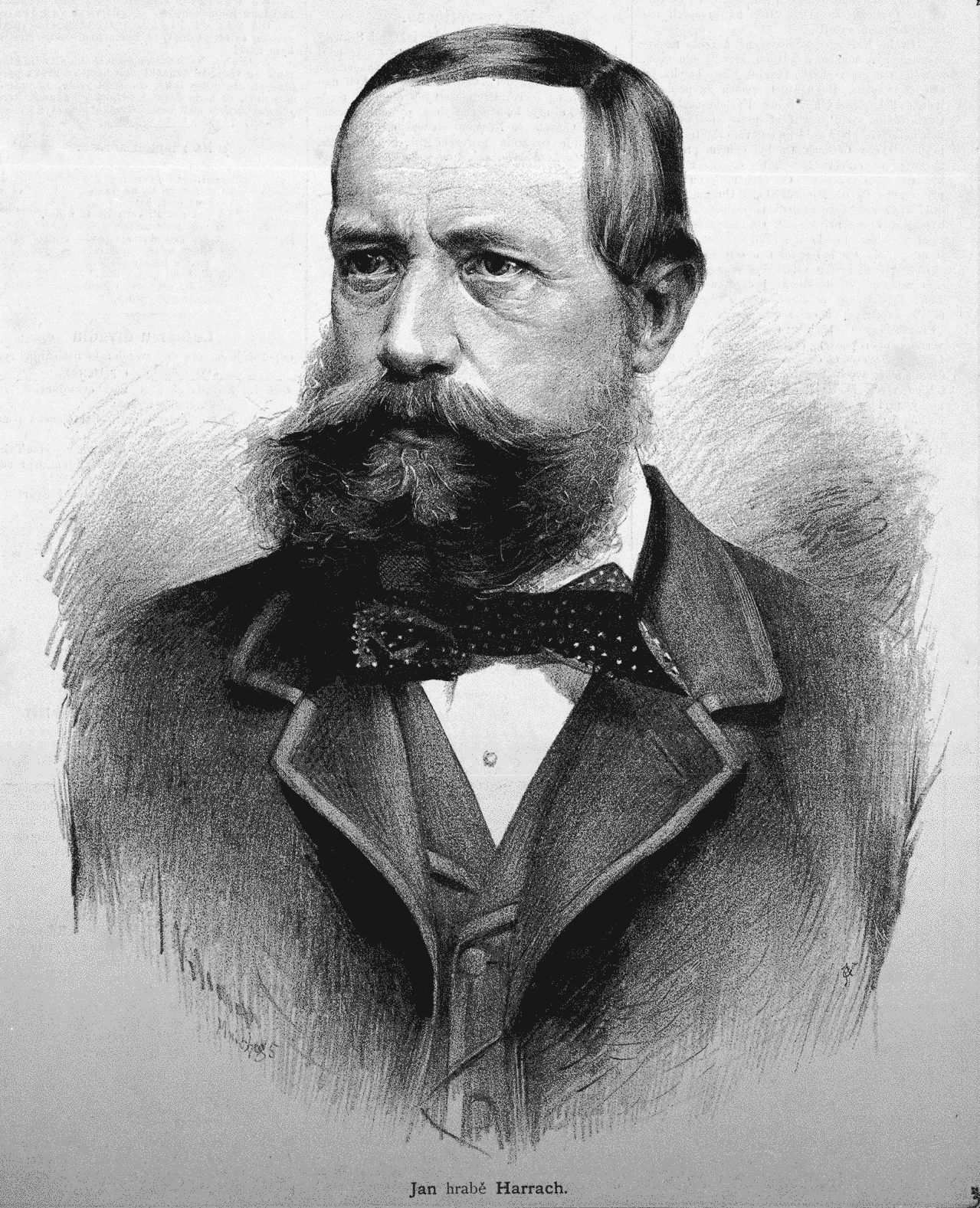
Portrét Jana Nepomuka z Harrachu z roku 1885 od Jana Vilímka.

V roce 1870 jako poslanec za politické okresy jilemnický, vrchlabský a vysocký vstoupil do Českého zemského sněmu. V roce 1871 rezignoval na mandát na sněmu (uváděno ovšem, že rezignoval coby zástupce kurie velkostatkářské).
V prvních přímých volbách do Říšské rady roku 1873 získal i mandát v Říšské radě (celostátní zákonodárný sbor), kde reprezentoval městskou kurii, obvod Litomyšl, Lanškroun, Polička atd. V souladu s tehdejší českou opoziční politikou pasivní rezistence ale mandát nepřevzal a do sněmovny se nedostavil, čímž byl jeho mandát i přes opakované zvolení prohlášen za zaniklý.
V roce 1879 Eduard Taaffe, tehdy představitel konzervativního německorakouského tábora, inicioval jednání s českou opozicí (liberální i šlechtickou), na jejichž konci byl český vstup na Říšskou radu, zahájení aktivní politiky a přechod Čechů do provládního tábora. Ve volbách do Říšské rady roku 1879 byl Harrach zvolen za kurii venkovských obcí v Čechách (obvod Hradec Králové, Jaroměř atd.). Nyní mandát převzal a zapojil se do práce Národní (staročeské strany). Rezignaci oznámil na schůzi 4. prosince 1884. Následně byl členem Panské sněmovny (jmenovaná horní komora Říšské rady).
Po volbách v roce 1879 se na Říšské radě připojil k Českému klubu (jednotné parlamentní zastoupení, do kterého se sdružili staročeši, mladočeši, česká konzervativní šlechta a moravští národní poslanci).
V roce 1890 se angažoval v jednání o česko-německém vyrovnání v Čechách (takzvané punktace), které ale čelilo ostré kritice od Národní strany svobodomyslné (mladočeské), následkem čehož se politické pozice konzervativních staročechů zhroutily a Harrach opustil aktivní politiku. Rezignace na mandát v zemském sněmu byla oznámena na schůzi sněmu v prosinci 1893. Znovu se sem ale vrátil již v zemských volbách roku 1895, nyní ovšem za kurii velkostatkářskou.

### Vztah ke Krkonoším a jilemnickému panství
Když v roce 1860 převzal tehdy ještě mladý šlechtic správu jilemnického panství, věnoval pozornost především rozsáhlým lesům a zpracování dřeva. Lesní hospodářství za něj dosáhlo jednoho ze svých vrcholů. Na svém panství zavedl české úřadování, což bylo tenkrát ojedinělé opatření.
Velkou pozornost věnoval zdokonalení západokrkonošských cest včetně turistických a dnešní Harrachova cesta vedoucí z Harrachova údolím Mumlavy k Labské boudě a do Špindlerova Mlýna - Bedřichova se stala první krkonošskou turistickou cestou značenou vedle německých i českými informacemi. Vědom si významu turistického ruchu, nechal postavit na Žalém roku 1890 dřevěnou restauraci a o dva roky později místo nevyhovující železné rozhledny kamennou věž. K hospodářskému a turistickému rozvoji západních Krkonoš dále přispěl svými zásluhami na vybudování železniční dráhy z Martinic do Rokytnice nad Jizerou. 
Vřelý a velmi osobní vztah měl také k centru svého krkonošského majetku - k Jilemnici. Rád zde pobýval, r. 1863 městu daroval kroniku a na úvod vlastní rukou mj. připsal: „...Konečně pak svědčiž kniha tato, co věrná pamětnice po věky také o upřímné lásce mé k slavnému městu Jilemnice, které milostivý Bůh stále žehnati ráčiž.“
V roce 1870 nechal opravit zdejší zámek, v polovině devadesátých let jej dal rozšířit, upravit do dnešní podoby a obklopit rozsáhlým parkem. Výrazně podporoval školy, místní odbor turistů, věnoval dříví na stavbu sokolovny aj.
Zasadil se také o to, že Jilemnice zůstala sídlem politického okresu. Město se mu podobně jako řada vesnic jilemnického panství (Horní Branná, Valteřice, Martinice a další) odvděčilo čestným občanstvím (1861) a dnes je zde po něm pojmenována jedna z hlavních historických ulic.

### Lyže v Krkonoších
V roce 1892 navštívil Jan Nepomuk z Harrachu světovou výstavu v norském Oslu, kde ho v expozici sportovních potřeb napadlo, že lyže by mohly jeho lesním dělníkům usnadnit pohyb v zavátých horských lesích. Na jeho příkaz pak objednala lesní správa v Horní Branné jeden pár jasanových lyží z Norska a jeden pár bukových lyží z Vídně. Na tehdejší dobu byly velmi drahé, stály 11 zlatých. Podle dovezených vzorů pak vznikly první páry domácích lyží pro hraběcí lesní personál. Zřejmě však není pravdou, že by Jan z Harrachu přivezl do Krkonoš vůbec první lyže – ty se totiž začaly používat již několik let předtím, zásluhu na tom měl mj. Otto Vorwerg. Ostatně první lyže na území Čech měl již v roce 1887 Josef Rössler-Ořovský, který téhož roku založil pražský ski-klub jako vůbec první lyžařský klub v Evropě mimo území Skandinávie.
V roce 1895 pak vznikl v Jilemnici Český krkonošský spolek Ski a o pár let později se uskutečnily první závody na lyžích. Lyžařům i dalším turistům posloužila výletní restaurace na vrchu Kozinci nad Jilemnicí, kterou rovněž nechal vybudovat hrabě Jan.

### Smrt
Hrabě Jan Nepomuk František z Harrachu zemřel ve věku 81 let a je pochován v rodinné hrobce v Horní Branné. V den jeho pohřbu přijel z Prahy zvláštní vlak s předními reprezentanty českého veřejného života. Pojizerské listy tehdy napsaly, že odešel šlechtic, který „byl z kruhu konzervativní aristokracie téměř jediným, jenž asi nejvíce přiblížil se citům našeho národa a při spravedlnosti své ujímal se v kruzích jemu přístupných dobrých práv našeho národa...“
„Uvědomoval si, že komu je více dáno, tak by měl i více odevzdat. A to nejen po hmotné stránce, ale i duševně. Podporoval spoustu užitečných věcí,“ uvedl k osobnosti hraběte Harracha ředitel Krkonošského muzea Jan Luštinec.